# John Dennis Corriveau

Bischofswappen von John Corriveau OFMCap

John Dennis Corriveau OFMCap (* 27. Juli 1941 in Zurich) ist ein kanadischer Ordensgeistlicher und emeritierter römisch-katholischer Bischof von Nelson.

## Leben
John Dennis Corriveau trat der Ordensgemeinschaft der Kapuziner bei und empfing am 23. Oktober 1965 die Priesterweihe. In den Jahren 1994–2006 wirkte er als Generalminister des Kapuzinerordens.
Papst Benedikt XVI. ernannte ihn am 30. November 2007 zum Bischof von Nelson. Die Bischofsweihe spendete ihm der Apostolische Nuntius in Kanada, Luigi Ventura, am 30. Januar des nächsten Jahres; Mitkonsekratoren waren Raymond Roussin SM, Erzbischof von Vancouver, und Eugene Jerome Cooney, Altbischof von Nelson. Als Wahlspruch wählte er Pacificans per sanguinem crucis eius.
Papst Franziskus nahm am 13. Februar 2018 seinen altersbedingten Rücktritt an.